# Thùng rời
Thùng rời là một cách bán hàng tiêu dùng theo trọng lượng. Sản phẩm được lưu trữ trong các thùng trong một phần của sàn bán lẻ. Một khách hàng có thể đo một lượng sản phẩm vào một túi nhựa, để sau đó được cân tại điểm bán. Sản phẩm thường rẻ hơn trên mỗi đơn vị so với các mặt hàng đóng gói sẵn. Khách hàng có thể chọn chính xác bao nhiêu sản phẩm họ muốn và sẽ về nhà với ít bao bì hơn.
Sản phẩm tương thích với bán theo thùng rời là:
- Móng tay
- Hạt
- Gia vị
- Cục kẹo
- Cà phê
- Các mặt hàng bột hoặc hạt

Thùng rời truyền thống thường là thùng gỗ, hoặc bao tải các sản phẩm thực phẩm đi vào, và từ đó khách hàng sẽ mua sắm. Những phương pháp pha chế truyền thống này rất rẻ và không bảo vệ các sản phẩm thực phẩm khỏi môi trường không khí mở cho phép làm hỏng thực phẩm nhanh và tạo ra khả năng gây ô nhiễm bên ngoài ảnh hưởng đến thực phẩm.
Ngày nay, thùng rời được làm bằng nhựa polycacbonat hoặc nhựa không chứa BPA để trưng bày thực phẩm và cung cấp một hệ thống kín, hợp vệ sinh để phân phối thực phẩm.
Các mặt hàng dễ hỏng hoặc cồng kềnh thường không được bán theo cách này.